# 닛칸스포츠
닛칸스포츠(日刊スポーツ, NIKKAN SPORTS)는 일본의 스포츠신문이다.

## 개요
1946년 3월 6일 일본 최초의 스포츠신문으로 도쿄도에서 창간했다. 아사히신문과 관계가 깊다.

## 특징
- 1면 제목이 청색이라는 점 때문에 '블루 닛칸'이라는 애칭으로 불린다.
- 1977년 스포츠신문으로는 처음으로 사회면을 싣기 시작했다.

## 같이 보기
- 닛칸스포츠 드라마 그랑프리